# Henrietta Leaver
Henrietta Leaver (* 28. März 1916 in Monongahela bei Pittsburgh, Pennsylvania als Henrietta Applegate; † 18. September 1993 in den Vereinigten Staaten) war 1935 die neunte Miss America.

## Leben und Wirken
Henrietta Leaver arbeitete in einem kleinen Gemischtwarenladen in McKeesport. Im Jahr 1933 gewann sie erstmals den Titel Miss McKeesport, wiederholte diesen Erfolg 1935 und gewann bei einem Schönheitswettbewerb auch den Titel Miss Pittsburgh. Im selben Jahr gewann sie dann auch in  Atlantic City den Titel der Miss America.